# Marc Antoine Parseval
Marc-Antoine Parseval des Chênes (27 de abril de 1755 - 6 de agosto de 1836) fue un matemático francés, conocido por el teorema de Parseval.

## Biografía
Nació en Rosières-aux-Salines, Francia, en el seno de una familia aristocrática. Fue encarcelado en 1792, durante la Revolución Francesa y vivió un periodo en el exilio.
Fue candidato al ingreso en la Academia Francesa de Ciencias cinco veces, entre 1796 y 1828, pero nunca fue elegido. Publicó tan solo cinco artículos sobre matemáticas en 1806, bajo el título Mémoires présentés à l'Institut des Sciences, Lettres et Arts, par divers savants, et lus dans ses assemblées. Sciences mathématiques et physiques. (Savants étrangers.), que contenía los siguientes trabajos:
1. "Mémoire sur la résolution des équations aux différences partielles linéaires du second ordre," (5 de mayo de 1798).
2. "Mémoire sur les séries et sur l'intégration complète d'une équation aux différences partielles linéaires du second ordre, à coefficents constants," (5 de abril de 1799).
3. "Intégration générale et complète des équations de la propagation du son, l'air étant considéré avec ses trois dimensions," (5 de julio de 1801).
4. "Intégration générale et complète de deux équations importantes dans la mécanique des fluides," (16 de agosto de 1803).
5. "Méthode générale pour sommer, par le moyen des intégrales définies, la suite donnée par le théorème de M. Lagrange, au moyen de laquelle il trouve une valeur qui satisfait à une équation algébrique ou transcendante," (7 de mayo de 1804).

En la segunda de estas memorias enunció, pero no probó por considerar que era evidente, el teorema que lleva su nombre. Lo desarrolló
en la memoria de 1805 y lo usó para resolver varias ecuaciones diferenciales. El teorema apareció impreso
por primera vez en 1800 como una parte del Traité des différences et des séries de Sylvestre Lacroix.